# Pteronymia asopo
Pteronymia asopo är en fjärilsart som beskrevs av Felder 1865. Pteronymia asopo ingår i släktet Pteronymia och familjen praktfjärilar. Inga underarter finns listade.